# ويلوو سبرينغز (إلينوي)
ويلوو سبرينغز (بالإنجليزية: Willow Springs, Illinois)‏ هي قرية تقع في الولايات المتحدة في إلينوي. يقدر عدد سكانها بـ 5,524 نسمة .

## الموقع الجغرافي
الموقع الجغرافي للمناطق المحيطة بهذه النقطة هو كالتالي: